# Fine Killing Liberty
Fine Killing Liberty: Blue Rain là album đầu tay của nhóm nhạc nữ Hàn Quốc Fin.K.L, phát hành ngày 26 tháng 5 năm 1998. Album gồm 11 bài hát, dài 42 phút và 10 giây. Ban đầu album chỉ thu âm ba thành viên là Ock Joo-hyun, Lee Jin và Sung Yu-ri. Nhưng sau khi Lee Hyori gia nhập nhóm vào tháng 1 năm 1998, thì họ đã chia lại lời của mỗi thành viên và soạn lại nhạc cho tất cả bài trong album. Các đĩa đơn được quảng bá thông qua MV ca nhạc và sân khấu âm nhạc là "Blue Rain", "Ruby" và "To My Boyfriend". Ngoài ra còn có "Shadow" và "Scribbling" chỉ giới thiệu thông qua MV.

## Sơ lược
- Album được phát hành ngày 26 tháng 5 năm 1998.
- Ban đầu nhóm có kế hoạch ra mắt vào đầu năm và chỉ có 3 thành viên. Và rồi Lee Hyori gia nhập, thế nên họ đã phải chỉnh sửa lại các bài hát từ đầu và đến tận tháng 5 mới ra mắt. Album được quảng bá, giới thiệu trước trên trang web của công ty và được công chúng mong đợi.
- Phần rap trong album do thành viên SECHSKIES là Eun Ji-won đảm nhận.
- "Scribbling" do Ock Joo-hyun sáng tác.
- "Blue Day" chỉ do Ock Joo-hyun và Lee Hyori thể hiện.
- Mặc dù "Blue Rain" là bài hát chủ đề nhưng nó vẫn ít phổ biến hơn so với "Ruby" và "To My Boyfriend".[2]

## Phát hành
Album được phát hành ngày 26 tháng 5 năm 1998. Bài hát chủ đề là "Blue Rain" đứng thứ 3 trên Music Camp và đứng thứ 2 trên SBS Inkigayo. Đĩa đơn tiếp theo được quảng bá là "To My Boyfriend". Bài hát đã đem lại thành công lớn cho nhóm khi đứng thứ nhất trong hai tuần liên tiếp trên SBS Inkigayo, xếp thứ 3 trong 3 tuần liên tiếp trên Music Camp. Ngoài ra nó cũng phổ biến trong giới trẻ đến mức Yuki (một ca sĩ Đài Loan) đã hát lại. Đĩa đơn cuối cùng được quảng bá là "Ruby" và cũng đứng thứ nhất trong hai tuần liên tiếp trên SBS Inkigayo. Nhờ vậy mà họ dành được hàng loạt giải thưởng cuối năm gồm: Golden Disc Award (MBC), Nhóm nhạc nữ tân binh (Seoul Music Award), Người mới  xuất sắc của KMTV, SBS Gayo Daejeon và giải video mới của Hàn Quốc.

### Blue Rain
- Trong MV ca nhạc, 4 cô gái ngồi ngắm mưa trong một quán cà phê.[4]
- Việc quay phim được thực hiện bằng cách thuê một ngôi nhà ở Seoul.
- Để phù hợp với chủ đề thì trong MV các thành viên hát trong mưa.
- Là ca khúc chủ đề duy nhất đứng hạng thứ hai trong các chương trình âm nhạc.[5][6]

### Shadow
- MV ca nhạc được quay hơi tối để phù hợp với chủ đề của bài hát.[7]

### Ruby
- Cả nhóm mặc một bộ đồ màu đen để quay MV.
- "Ruby" mang màu sắc buồn khi nhắc về tình yêu đã mất, đồng thời là lời an ủi "Hãy mạnh mẽ lên " ~ I CANT CRY... ~[8]
- Fin.K.L đã quảng bá đĩa đơn trên nhiều sân khấu khác nhau, bắt đầu từ mùa thu.[9][10][11][12]

### Scribbling
- MV ca nhạc ghi lại cuộc sống của các thành viên.[13]

### To My Boyfriend
- Là đĩa đơn phổ biến nhất trong cả album và có nhiều người cover hơn cả.
- MV ca nhạc được quay rực rỡ và vui vẻ để phù hợp với chủ đề bài hát, các thành viên Fin.K.L mặc trang phục học sinh và tinh nghịch.[14]
- Họ xuất hiện trên sân khấu với bộ trang phục ca rô với túi đeo chéo và trở thành món đồ thời trang thời bấy giờ.[15][16][17][18]

## Danh sách bài hát
| Fine Killing Liberty | Fine Killing Liberty                             | Fine Killing Liberty | Fine Killing Liberty         | Fine Killing Liberty        | Fine Killing Liberty |
| STT                  | Nhan đề                                          | Phổ lời              | Phổ nhạc                     | Hòa âm                      | Thời lượng           |
| -------------------- | ------------------------------------------------ | -------------------- | ---------------------------- | --------------------------- | -------------------- |
| 1.                   | "Blue Rain"                                      | Lee Seung Ho         | Shin In-soo                  | Jeon Jun-Gyu                | 04:21                |
| 2.                   | "Scent of Love" (사랑의 향기, Fragrance of Love) | Lee Seung Ho         | Kim Seok-chan                | Jeon Jun-Gyu                | 04:11                |
| 3.                   | "Shadow"                                         | Kim Tae-hee          | Park Jae-sung                | Park Jae-sung               | 04:07                |
| 4.                   | "Ruby: Sad Tear" (루비 (淚悲): 슬픈눈물)         | Lee Jae-kyung        | Choi Jun-young               | Choi Jun-young              | 04:12                |
| 5.                   | "Scribbling" (낙서)                              | Ock Joo-hyun         | Moon Young-bae               | Lee Jong-pil                | 03:43                |
| 6.                   | "To My Boyfriend" (내 남자 친구에게)             | Kim Young-ah         | Kim Seok-chan, Jeon Jun-kyu  | Kim Seok-chan, Jeon Jun-kyu | 03:59                |
| 7.                   | "Temptation" (유혹)                              | Lee Jae-kyung        | Lee Chang-woo                | Lee Chang-woo               | 03:29                |
| 8.                   | "Wink" (윙크)                                    | Lee Jae-kyung        | Shin Jae-hong                | Shin Jae-hong               | 03:25                |
| 9.                   | "Happy promise" (행복한 약속)                    | Lee Seung-ho         | Ma Kyeong-sik                | Lee Jong-pil                | 03:37                |
| 10.                  | "Go" (가)                                        | Kim Young-ah         | Lee Seung-hee, Park Geun-tae | Lee Seung-hee               | 03:35                |
| 11.                  | "Blue Day" (블루데이 (Ock Joo-hyun, Lee Hyori))  | Lee Jaekyung         | Shin Jaehong                 | Shin Jaehong                | 03:38                |
| Tổng thời lượng:     | Tổng thời lượng:                                 | Tổng thời lượng:     | Tổng thời lượng:             | Tổng thời lượng:            | 42:10                |

## Doanh số
Album bán được 291,905+ bản tính đến tháng 10 năm 1998 và xếp ở vị trí thứ nhất.